# الفئوس (ویرجینیای غربی)
الفئوس، غرب ویرجینا (به انگلیسی: Alpheus, West Virginia) یک منطقهٔ مسکونی در ایالات متحده آمریکا است که در ویرجینیای غربی واقع شده‌است.

## خصوصیات
الفئوس ۴۳۳٫۱۳ متر بالاتر از سطح دریا واقع شده‌است.